# 御厨邦雄

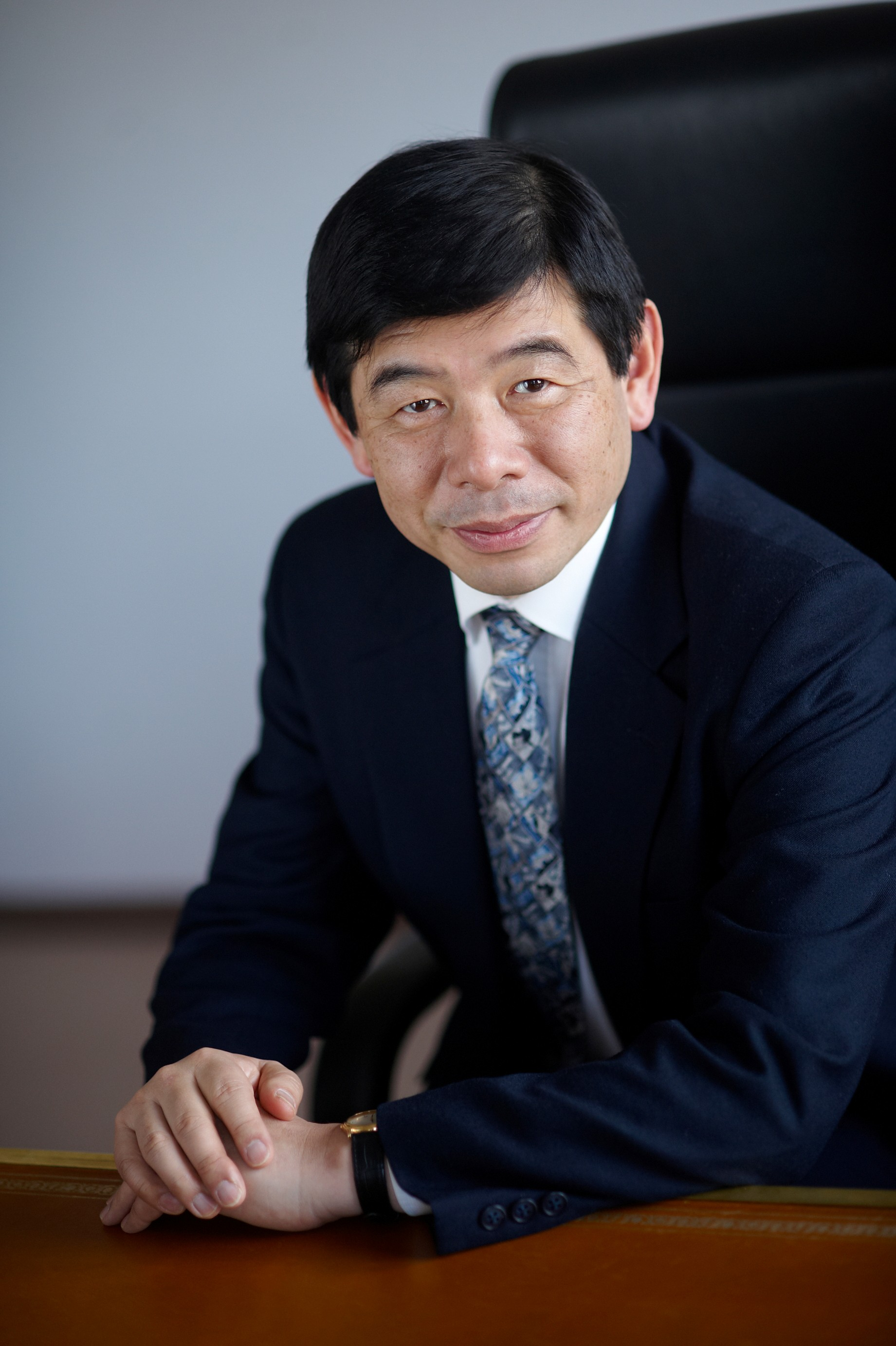
2010年1月5日、WCO本部にて

御厨 邦雄（みくりや くにお、1954年〈昭和29年〉1月13日 - ）は、日本の国際公務員、元財務官僚。世界税関機構（WCO）事務総局長。アジアからのWCO事務総局長就任は初めてである。
2022年9月22日、来たる27日に実施予定の故安倍晋三国葬儀に御厨事務総局長及び夫人がWCO代表として参列することが、日本国外務省により発表された。

## 学歴
- 1972年: 栄光学園高等学校卒業。
- 1976年: 東京大学法学部卒業。
- 1977年 - 1979年: パリ政治学院留学。
- 2009年: イギリスケント大学にて国際関係論博士を取得。

## 来歴
- 1976年 - 大蔵省入省（主計局総務課）
- 1977年 - フランス留学（パリ政治学院）
- 1979年 - 大臣官房調査企画課
- 1981年 - 大川税務署長
- 1982年 - 日本開発銀行人事部
- 1984年 - 理財局総務課長補佐[3]
- 1985年 - 理財局資金第二課長補佐
- 1986年 - 理財局総務課長補佐[4]
- 1987年 - 主計局主計官補佐（司法・警察係主査）
- 1989年 - 主計局法規課長補佐
- 1990年 - 外務省ジュネーブ国際機関日本政府代表部参事官
- 1993年 - 関税局国際機関課関税企画官
- 1995年 - 主計局給与課長
- 1996年 - 主計局主計官（外務、通産、経済協力担当）
- 1997年 - 関税局監視課長
- 1999年 - 関税局国際調査課長
- 2001年 - 財務省大臣官房参事官（関税局担当（多国間協力））
- 2002年1月 - 世界税関機構事務局次長（2期）
- 2009年1月1日 - 世界税関機構事務総局長に就任（任期は2013年12月31日まで）
- 2014年1月1日 - 世界税関機構事務総局長に再任（任期は2018年12月31日まで）
- 2018年6月 - 世界税関機構事務総局長に再選（任期は2023年12月31日まで）[5]
- 2024年4月 - 瑞宝重光章受章[6][7]。

## 同期
- 松元崇（内閣府事務次官）
- 中江公人（防衛事務次官）
- 畑中龍太郎（金融庁長官）
- 佐々木豊成（内閣官房副長官補）
- 荒巻健二（東京大学名誉教授）